# Сериков, Аким
Аки́м Се́рикович Се́риков  (каз. Әкім Серікұлы Серіков; 30 декабря 1912 год, Токаревка, Акмолинский уезд, Акмолинская область, Российская империя — 1989 год, Карагандинская область, Казахская ССР) — советский партийный и профсоюзный деятель Карагандинской области Казахской ССР, один из организаторов Карагандинского угольного бассейна и профсоюзных лидеров республики.

## Биография
Родился в 1912 году в селе Токаревка (ныне посёлок Габидена Мустафина) в бедной крестьянской семье, по другим данным — в ауле № 11 Ворошиловского района Карагандинской области. Окончив начальную школу ликбеза начал трудовую деятельность в качестве школьного учителя и вступил в ряды ВЛКСМ. Руководство, заметившее его лидерские качества, назначило Акима Серикова главой комитета комсомола треста «Прибалхашстрой», занимавшееся строительством медеплавильного комбината в Северном Прибалхашье. По другим данным в 1929—1932 годах работал на Успенском руднике, в 1932-33 — секретарь комитета комсомола Спасского завода «Балхашстроя». Получив первоначальный опыт переходит на должность председателя шахтного комитета шахты имени Кирова треста «Карагандауголь», в 1933-34 — председатель месткома при транспортном управлении того же треста. В 1937 году назначается заместителем председателя республиканского комитета профсоюза «Угольщик».
В годы репрессий заведует организационным отделом (ОРГО) Центрального комитета профсоюза угольщиков «Восток» в городе Новосибирске, что позже поспособствует его выдвижению на должность председателя Карагандинского районного комитета профсоюза угольщиков. В 1939 году вступает в ВКП(б). С января 1940 по июль 1941 года в Карагандинском окружном комитете партии руководит отделом угольной промышленности.
В годы войны занимает должности первого секретаря Кировского районного комитета КП Казахстана, второго секретаря городского комитета партии. За «вклад в дело обороны» награждён орденом Трудового Красного Знамени.
В послевоенные годы занимал должность секретаря Карагандинского обкома партии, председателя областного комитета профсоюзов, заведующего отделом торгово-финансовых органов областного комитета КП Казахстана.
В 1956 году окончил Высшую партийную школу при ЦК КПСС.
В период с 1965 по 1978 годы занимал должности заместителя председателей областных комитетов партийно-государственного и народного контроля.
Избирался делегатом 19-го съезда КПСС, депутатом Верховного Совета Казахской ССР 5-го и 6-го созывов, делегатом 11-13 съездов профсоюзов СССР, делегатом 3—6, 9-11 съездов Компартии Казахстана.

## Награды
Аким Сериков был награждён орденами и медалями:
- Орден Трудового Красного Знамени[1][4]
- Орден «Знак Почёта»[1]
- Орден «Знак Почёта»[1]

## Семья
- жена — Фатима Кусаиновна Даненова, советский общественный деятель
- сын — Эрнест Акимович Сериков, проректор частного вуза в Алматы